# Ciències de la salut
Les ciències de la salut són el conjunt de disciplines cientificotecnològiques que tracten de la preservació i restauració de la salut.
Les ciències de la salut tracten de tot allò relacionat amb la salut humana o animal. Comprèn dues parts: d'una banda, l'estudi, recerca i coneixement sobre la salut, sobre com millorar-la i el guariment de malalties; de l'altra, el coneixement del funcionament de l'organisme humà i dels animals. La recerca en ciències de la salut es basa en la Biologia, la Química i la Física, però també en les Ciències Socials.
La triple divisió de Claude Bernard de la medicina experimental és fonamentalment vàlida per al que avui coneixem com a ciències de la salut:
- Fisiologia: S'ocupa de l'estudi científic de l'estadi normal.
- Patologia: Estudia la natura de les malalties.
- Terapèutica: Estudia el tractament de les malalties.

## Àrees de coneixement de les Ciències de la Salut
- Ciències de laboratori clínic
  - Bioquímica clínica
  - Citogenètica clínica
  - Citohematologia clínica
  - Genètica molecular clínica
  - Hemostasiologia clínica
  - Immunologia clínica
  - Microbiologia clínica
  - Parasitologia clínica

- Ciències de la nutrició
  - Bromatologia
  - Dietètica

- Educació Física

- Farmàcia
  - Biofarmàcia
  - Farmàcia comunitària
  - Farmàcia Galènica
  - Farmàcia hospitalària
  - Farmacodinàmia
  - Farmacognòsia
  - Farmacologia
  - Química Farmacèutica

- Fisioteràpia

- Infermeria

- Logopèdia

- Medicina (cliqueu per a veure les especialitats mèdiques)

- Odontologia

- Optometria

- Podologia

- Psicologia
  - Psicologia Clínica
  - Psicologia de la Salut

- Teràpia ocupacional

- Veterinària

## Associacionisme
- Associació d'Estudiants de Ciències de la Salut (AECS)